# Hillsboro (Illinois)
Hillsboro es una ciudad ubicada en el condado de Montgomery en el estado estadounidense de Illinois. En el Censo de 2010 tenía una población de 6207 habitantes y una densidad poblacional de 287,91 personas por km².

## Geografía
Hillsboro se encuentra ubicada en las coordenadas 39°10′1″N 89°28′25″O / 39.16694, -89.47361. Según la Oficina del Censo de los Estados Unidos, Hillsboro tiene una superficie total de 21.56 km², de la cual 16.97 km² corresponden a tierra firme y (21.29%) 4.59 km² es agua.

## Demografía
Según el censo de 2010, había 6207 personas residiendo en Hillsboro. La densidad de población era de 287,91 hab./km². De los 6207 habitantes, Hillsboro estaba compuesto por el 84.16% blancos, el 13.82% eran afroamericanos, el 0.16% eran amerindios, el 0.29% eran asiáticos, el 0% eran isleños del Pacífico, el 1.1% eran de otras razas y el 0.47% pertenecían a dos o más razas. Del total de la población el 3.43% eran hispanos o latinos de cualquier raza.